# (500617) 2012 UU147
(500617) 2012 UU147 es un asteroide perteneciente al cinturón de asteroides, región del sistema solar que se encuentra entre las órbitas de Marte y Júpiter, descubierto el 18 de diciembre de 2007 por el equipo del Spacewatch desde el Observatorio Nacional de Kitt Peak, Arizona, Estados Unidos.

## Designación y nombre
Designado provisionalmente como 2012 UU147. 

## Características orbitales
2012 UU147 está situado a una distancia media del Sol de 3,030 ua, pudiendo alejarse hasta 3,621 ua y acercarse hasta 2,438 ua. Su excentricidad es 0,195 y la inclinación orbital 3,331 grados. Emplea 1926,57 días en completar una órbita alrededor del Sol.

## Características físicas
La magnitud absoluta de 2012 UU147 es 16,9. 